# Amor redentor
Amor redentor (título original en inglés, Redeeming Love) es una novela romántica, publicada por Francine Rivers en diciembre de 1991. Ambientada en el Oeste de los Estados Unidos en el siglo XIX, pertenece al subgénero inspirador-cristiano.

## Sinopsis del libro
La popular autora Francine Rivers recrea una historia bíblica de amor entre Gómer y Oseas en un cuento cuyo telón de fondo es la fiebre del oro en la California de 1850, una época en que "los hombres venden sus almas por una bolsa de oro y las mujeres venden sus cuerpos por un lugar donde dormir".
La protagonista, Ángela, es una joven mujer que no espera de los hombres nada más que traición. Vendida a la prostitución siendo aún niña, Ángela sobrevive manteniendo vivo su odio. Lo que más odia son los hombres que la utilizan, dejándola vacía y muerta por dentro.
Miguel Oseas es un hombre piadoso enviado a la vida de Ángela para conducirla al amor redentor de Dios. Él es un hombre que busca el corazón de su Padre en todo y de ese modo también obedece a la llamada de Dios para casarse con Ángela y amarla incondicionalmente.
Día a día, Miguel desafía las amargas expectativas de su mujer hasta que, a pesar de toda su resistencia, Ángela comienza a responder. Pero Ángela huye del amor de su marido y vuelve a la oscuridad, aterrorizada por la verdad que ya no puede negar: su salvación final sólo puede venir de quien la ama aún más que Miguel Oseas.

## Recepción
Esta notable novela ha vendido más de medio millón de copias y ha estado entre los veinte primeros éxitos en ventas de libros de ficción de la ECPA durante cuatro años consecutivos. Tyndale House Publishers lo califica como un nuevo y poderoso relato del libro de Oseas, una historia que cambia la vida por el amor incondicional, redentor y apasionado de Dios.